# Magnolia hypolampra
Magnolia hypolampra este o specie de plante din genul Magnolia, familia Magnoliaceae. A fost descrisă pentru prima dată de James Edgar Dandy, și a primit numele actual de la Richard B. Figlar. A fost clasificată de IUCN ca specie vulnerabilă. Conform Catalogue of Life specia Magnolia hypolampra nu are subspecii cunoscute.